# 坎普萊克鎮區 (明尼蘇達州斯威夫特縣)
坎普萊克鎮區（英語：Camp Lake Township）是位於美國明尼蘇達州斯威夫特縣的一個行政鎮區。

## 地方資料
坎普萊克鎮區的面積為92.50平方千米，當中陸地面積為91.30平方千米，而水域面積為1.20平方千米。根據2020年美國人口普查的數據，當地共有人口162人，而人口密度為每平方千米1.75人。